# Agentura Jasno
Agentura Jasno (v anglickém originále Psych) je americký seriál spadající do žánru komediálního dramatu. Vytvořil ho Steve Franks a v letech 2006–2014 byl vysílán na stanici USA Network. Účinkují v něm: James Roday jako Shawn Spencer, mladý kriminální poradce pracující pro policejní oddělení v Santa Barbaře (SBPD). Jeho zvýšené pozorovací schopnosti a velmi dobré detektivní instinkty mu dovolují přesvědčit ostatní lidi že je médium (psychic). V programu dále hraji Dulé Hill jako Shawnův nejlepší přítel a neochotný partner Burton "Gus" Guster, Corbin Bernsen jako Shawnův záludný otec Henry.

## Obsah
Většina epizod začíná vzpomínkou na Shawnovo a Gusovo dětství. V těchto vzpomínkách obvykle dostávají lekce od mladého Henryho Spencera, který si přeje, aby Shawn kráčel v jeho stopách a stal se policistou. Tyto lekce často hrají roli při vyvrcholení epizody. Henry malého Shawna učil zdokonalovat jeho schopnosti pozorování a dedukce, často pomocí her a výzvy, aby ho vyzkoušel. Každá vzpomínka také nastaví téma epizody.
Shawn se původně proslaví jako médium, když, poté co zavolá tipy na desítky zločinů odhalených sledováním zpráv, což pomůže policii uzavřít případ, začne být policie podezřívavá kvůli jeho znalostem. Policie se domnívá, že takové znalosti mohou pocházet pouze „zevnitř“ a rozhodnou se ho zatknout jako podezřelého. Ve snaze vyhnout se uvěznění využívá Shawn své pozorovací schopnosti, aby přesvědčil policii, že je médium. Prozatímní šéfka policie varuje Shawna, že pokud jsou jeho „schopnosti“ falešné, bude trestně stíhán. Nemaje na výběr a aby dál hrál svou roli a prokázal svou cenu pro policii při řešení trestných činů, zakládá okultní detektivní agenturu Jasno a stává se poradcem policie. Předstírání nadpřirozených schopností mu umožňuje podivné a komické chování, zatímco mění skutečné stopy na předtuchy a nadpozemská vnuknutí. Rád si dobírá svého celoživotního přítele Burtona „Guse“ Gustera, obchodního zástupce s léčivy, kvůli Gusovým eklektickým zájmům, zatímco se prohánějí v modré Toyotě Echo přezdívané „Borůvka“ a řeší trestné činy.
Hlavní detektiv Carlton Lassiter, kterému Shawn s Gusem laškovně říkají „Lassie“, tiše respektuje Shawnovu schopnost řešení zločinů, ale pochybuje o jeho jasnovidném nadání a neustále ho dráždí jeho dovádění. Nicméně mladší detektiv Juliet „Jules“ O'Harová a šéfka Karen Vicková jsou daleko méně nepřátelské – O'Harová projevuje víru v Shawnovy schopnosti, zatímco Vicková se k tomu nevyjadřuje – a obvykle jsou ochotné dát Shawnovi prostor, který potřebuje, aby případy vyřešil. Henry se Shawnem mají složitý vztah, ale i přes to Henry při různých příležitostech Shawnovi neochotně pomáhá.

## Postavy

### Hlavní postavy
| Name                      | Portrayed by                                                                      | Occupation/Status                                                                             |
| ------------------------- | --------------------------------------------------------------------------------- | --------------------------------------------------------------------------------------------- |
| Shawn Spencer             | James Roday, Jako dítě: Liam James (1.-5. sezóna), Skyler Gisondo (od 5. sezóny)  | Falešné médium. Pracuje s policejním oddělením Santa Barbory (SBPD) a Gusův přítel z dětství. |
| Burton „Gus“ Guster       | Dulé Hill, Jako dítě: Isaah Brown (1. sezóna), Carlos McCullers II (od 2. sezóny) | Shawnův nejlepší přítel a partner, pracuje v lékárnictví.                                     |
| Carlton „Lassie“ Lassiter | Timothy Omundson                                                                  | Hlavní detektiv v SBPD                                                                        |
| Juliet „Jules“ O'Harová   | Maggie Lawsonová                                                                  | Mladší detektiv v SBPD, kolegyně Lassitera                                                    |
| Karen Vicková             | Kirsten Nelsonová                                                                 | Velitelka SBPD                                                                                |
| Henry Spencer             | Corbin Bernsen                                                                    | Shawnův otec; bývalý policejní detektiv                                                       |